# Giovanni Bassano
Giovanni Bassano (1558 – Venezia, 1617) è stato un compositore italiano, cittadino della Repubblica di Venezia, legato alla Scuola veneziana nonché cornettista del tardo rinascimento e del primo barocco. Egli fu una figura chiave nello sviluppo del gruppo strumentale della Basilica di San Marco a Venezia. Scrisse anche un libro con una descrizione molto dettagliata sull'esecuzione musicale del tempo che è stato di fondamentale importanza per comprendere quale fosse la pratica esecutiva del tempo. Non è noto se fosse legato da parentela con Antonio Bassano, un membro della nota famiglia veneziana di musicisti.

## Biografia
Nulla si conosce della vita di Bassano fino al suo arrivo, quale giovane strumentista, alla Basilica di San Marco, probabilmente nel 1576 all'età di 18 anni. Egli acquisì velocemente la reputazione di uno dei migliori strumentisti che operavano nella città di Venezia. Nel 1585 aveva già pubblicato il libro Ricercate, passagi et cadentie, che descriveva con grande dettaglio la trascrizione degli ornamenti delle parti vocali per l'esecuzione strumentale. Nello stesso anno divenne maestro di musica presso la scuola di musica di San Marco. Nel 1601 divenne direttore dell'ensemble strumentale della Basilica di San Marco subentrando a Girolamo Dalla Casa, posto che mantenne fino alla sua morte avvenuta nell'estate del 1617. La data esatta della sua morte non ci è nota ma è stata desunta dal fatto che entrambi i posti da lui occupati rimasero vacanti in contemporanea.

## La sua musica
Bassano fu la persona più influente per l'affermazione delle musiche di Andrea e Giovanni Gabrieli, sia come esecutore che come direttore. Molto probabilmente Giovanni Gabrieli scrisse per Bassano le sue elaboratissime parti per cornetto.
Oltre alla direzione delle musiche a San Marco, Bassano era impegnato anche in altri incarichi a Venezia; egli dirigeva diversi gruppi di piffari, gruppi di suonatori strumenti a fiato comprendenti cornamuse, flauti dolci,  tromboni, e altri strumenti che venivano usati in altre chiese (come San Rocco) o in feste esterne.
Bassano fu anche un compositore e scrisse mottetti e concerti ecclesiastici nello stile policorale veneziano. Scrisse anche madrigali, canzonette e diversa musica strumentale. Le sue canzonette ebbero fama anche fuori dall'Italia: Thomas Morley stampò a Londra nel  1597 una loro traduzione in lingua inglese.
In alcune delle musiche strumentali di Bassano viene usato magistralmente il contrappunto, che non fu capace di mostrare nelle sue composizioni omofoniche cerimoniali. Le sue fantasie e i suoi ricercare sono densamente imitativi e contengono permutazioni ed inversioni retrograde, una rarità nel contrappunto prima del XX secolo.
La similarità dei mottetti di Bassano con i primi lavori di Heinrich Schütz, che studiò a Venezia con Gabrieli, fanno supporre che i due si fossero conosciuti; certamente Schütz conosceva la musica di Bassano. In ogni modo Schütz portò in Germania lo stile veneziano e continuò a svilupparlo durante la sua carriera di compositore.

## Alcune pubblicazioni
- Ricercate, passaggi et cadentie..., originariamente pubblicato a Venezia nel 1585, Edizione moderna di  Richard Erig, Zürich, Musikverlag zum Pelikan, 1976

- Concerti ecclesiastici: a cinque, sei, sette, otto, & dodeci voci, originariamente pubblicato a Venezia nel 1599. Moderna edizione di Richard Charteris CMM 101-2 American Institute of Musicology 2003